# Памятник Бильге-кагану

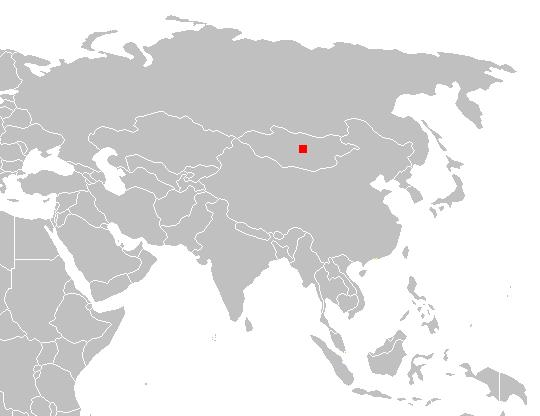
Расположение долины Орхона.

Памятник Бильге-кагану — крупный каменный комплекс, памятник тюркского рунического письма VIII века. Часть культурного ландшафта долины реки Орхон.
Возведен в честь правителя второго Восточно-Тюркского каганата Бильге-кагана (ок. 685—734). Обнаружил русский ученый Н. М. Ядринцев (1889) в долине Кошо-Цайдам, на берегу реки Орхон (Монголия). Опираясь на систему дешифровки знаков датского ученого В.Томсена (1893), текст памятника прочел известный тюрколог В. В. Радлов (1894). Исследовали А.Аманжолов, Г.Айдаров и др. Комплекс обращен на запад, состоит из восьмигранного мраморного надгробья, каменной черепахи (2,29x0,72x0,44 м), 8 каменных скульптур, 4 саркофагов, жертвенной плиты, 2 барельефов льва, мавзолея (13x13x8 м) и ограды мавзолея (80x70 м). На восточной стороне памятника выбита 41 строка древне-тюркского слитного письма, над ними изображен символ власти кагана — два дракона в схватке, на других сторонах по 15 строк, по бокам по 1 строке, всего строк — 80 (свыше 3000 слов, около 10 тыс. знаков). Сохранилось 70 % письма — часть текста стерта временем. На западной стороне — китайские иероглифы со словами скорби китайского императора Минь-хуана государства Тан. Текст содержит лаконичное описание исторических событий, подвигов каганов и воинов Бумына, Истеми, Бильге-Кутлуга. В хронологической последовательности изложены сведения о кочевых тюркских и других этносах — огузах, тогуз-огузах, кыргызах, отуз-татарах, уйгурах, уч-куруках, карлуках, монгольских и маньчжурских племенах и др.; о покоренных и пройденных землях (пустыня Бокли, Желтые ворота, Шантун, река Йашыл, Когмен, Кадыркан, Бесбалык, Селенга, Ертис, Езгенты, Маги, Корган, Байырку и др.); строительстве укреплений в Тюркском каганате; о брате Бильге — полководце Культегине и советнике Тоньюкуке. Язык памятника Бильге-кагану Культегину (расположен в 500 м от Памятника Бильге-кагану) ученые (Радлов В. В.) относят к северной группе древне-тюркских языков.
В начале XXI века стела для сохранности перемещена в расположенный неподалёку от памятника музей «Орхон»; на месте её исходного расположения установлена бетонная копия. Произведённая в рамках совместного проекта Монголии и Турции «Сохранение, реставрация и исследование некоторых древнетюркских памятников в Монголии» консервация была неудачной: мраморные памятники потеряли сохраняемый до того в течение 1300 лет колорит.

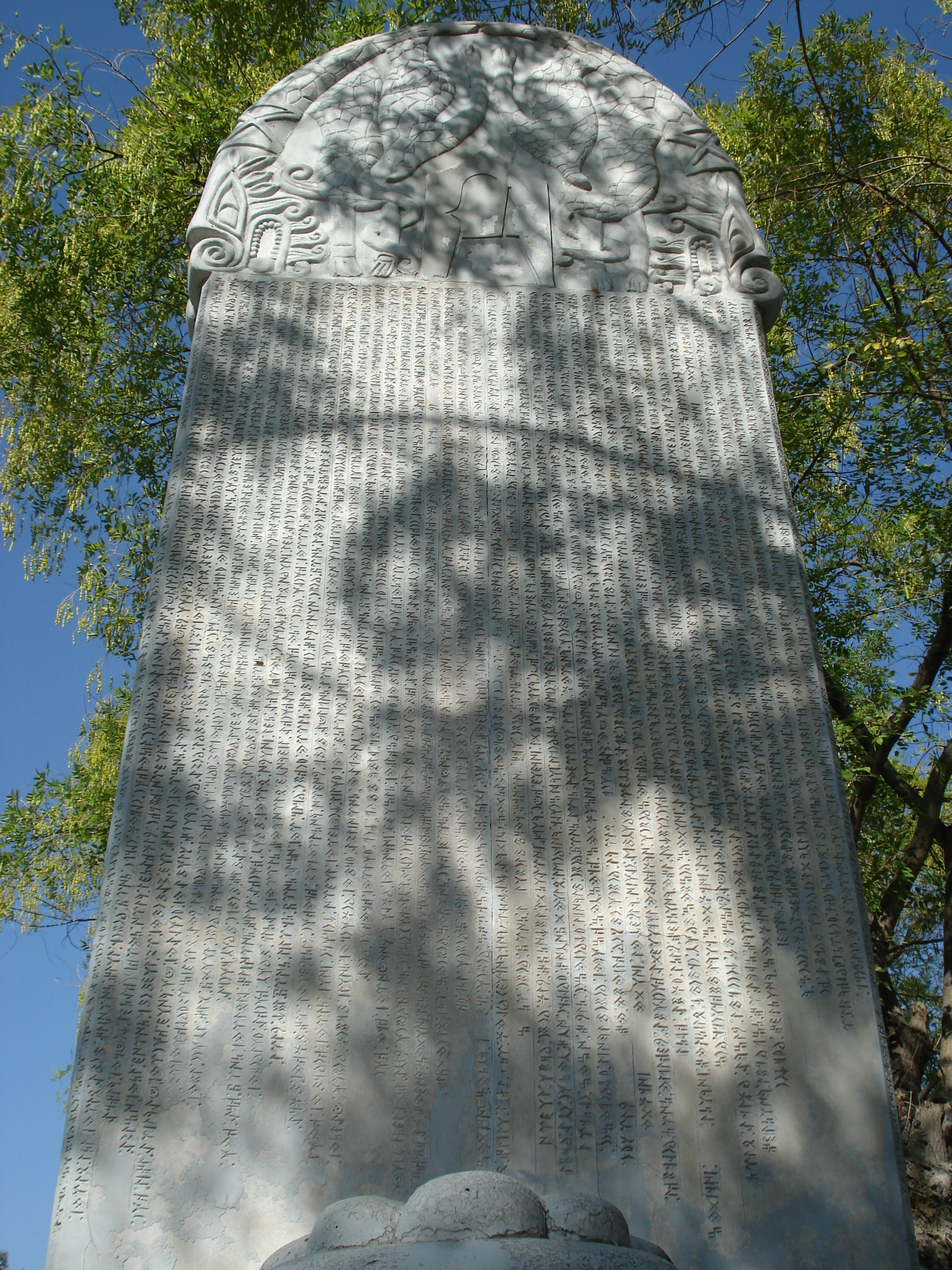
Копия памятника в Анкаре.